# Alejandro Lembo
Alejandro Lembo (ur. 15 lutego 1978 w Montevideo) – urugwajski piłkarz występujący najczęściej na pozycji środkowego obrońcy, chociaż zdarza mu się także pełnić rolę prawego obrońcy.

## Kariera klubowa
Alejandro Lembo urodził się w stolicy Urugwaju – Montevideo, a zawodową karierę rozpoczynał w 1997 roku w miejscowym klubie Bella Vista. Przez 3 lata gry w tym zespole wystąpił w 56 ligowych pojedynkach, w których 5 razy wpisał się na listę strzelców. W barwach Bella Visty Lembo zadebiutował w rozgrywkach urugwajskiej Primera División. W 2000 roku Lembo przeniósł się do Serie A, gdzie podpisał kontrakt z AC Parma. We Włoszech nie rozegrał jednak ani jednego spotkania i powrócił do kraju. Trafił do Nacionalu Montevideo, w którym pozostał na kolejne 4 lata. 3 razy z rzędu sięgnął z nim po mistrzostwo kraju – w 2000, 2001 i 2002 roku. Dla Nacionalu rozegrał 109 ligowych meczów.
W 2003 roku Lembo trafił do występującego w Primera División Realu Betis. W sezonie 2004/2005 zajął z nim 4. miejsce w ligowych rozgrywkach. W 2005 roku wywalczył natomiast Puchar Króla pokonując po dogrywce 2:1 Osasunę Pampeluna. W barwach Betisu Lembo rozegrał 75 spotkań w Primera División. W 2007 roku urugwajski zawodnik ponownie wrócił do Montevideo, tym razem podpisując kontrakt z kubem Danubio. 26 czerwca 2008 roku piłkarz odszedł do greckiego Arisu Saloniki, by po roku przejść do Nacionalu Montevideo.

## Kariera reprezentacyjna
W reprezentacji Urugwaju Lembo zadebiutował 17 czerwca 1999 roku w spotkaniu przeciwko Paragwajowi. W tym samym roku wystąpił w rozgrywkach Copa América i zdobył srebrny medal. W 2002 roku Víctor Púa powołał Lembo do kadry na mistrzostwa świata. Na mundialu tym „Charrúas” zajęli 3. miejsce w swojej grupie i odpadli z turnieju. Sam Urugwajczyk na boiskach Korei Południowej i Japonii zagrał w meczach z Francją oraz Senegalem. Łącznie dla drużyny narodowej zanotował 39 występów.